# Аполлонид (стратег Кассандра)
Аполлонид (др.-греч. Ἀπολλωνίδης) — стратег Кассандра в Аргосе.
Во время войн диадохов Антигон I Одноглазый издал направленный против Кассандра манифест о свободе греческих городов и выводе из них македонских гарнизонов. Как отметил Б. Г. Гафуров, тем самым Антигон привлёк на свою сторону многие полисы. Напротив, по замечанию И. Дройзена, ожидаемой реакции по ряду причин он не вызвал. За исключением Пелопоннеса, где были достаточно сильны позиции Полиперхона и его сына Александра. В 315 году до н. э. Аполлонид совершил поход в Аркадию и во время ночной вылазки захватил Стимфал. В это время те аргивяне, которые относились враждебно к стратегу Кассандра, направили своих послов к Александру, обещая сдать ему город. Однако сын Полиперхона задержался, и Аполлонид прибыл в Аргос раньше него. Узнав, что около пятиста его противников собрались в пританее, Аполлонид велел сжечь их заживо в здании. Остальные мятежники были частично убиты, большинство же изгнано.